# NGC 5607
NGC 5607 é uma galáxia espiral (S/P) localizada na direcção da constelação de Ursa Minor. Possui uma declinação de +71° 35' 17" e uma ascensão recta de 14 horas, 19 minutos e 26,7 segundos.
A galáxia NGC 5607 foi descoberta em 16 de Março de 1785 por William Herschel.